# 市民のうた (稚内市)
「市民のうた」（しみんのうた）は日本の北海道稚内市が制定した市民歌である。作詞・新井明夫、補作・吉田弘、作曲・上原賢六。

## 解説
1968年（昭和43年）の開基90周年、市制20周年記念事業として同年4月1日に「稚内市市民憲章」を制定したことに続き歌詞の懸賞募集を行い、全188篇の応募作から「市民のうた」と「ふるさとを愛する」の2篇を選定した後、地元出身で「宗谷岬」の作詞者として知られる吉田弘が補作を行った。作曲は市からテイチク専属の上原賢六に依頼されたものである。初演奏は5月5日の市民憲章制定記念式典で行われ、入選者の表彰が行われた後に参加者一堂で「市民のうた」を斉唱した。
「市民のうた」の歌詞と楽譜は1972年（昭和47年）に刊行された『稚内市民のスポーツ意識』に収められているが、市のサイトでは紹介されていない。

### ふるさとを愛する
「ふるさとを愛する」（ふるさとをあいする）は「市民のうた」と同時に選定された稚内市の市民歌である。作詞・藤林満夫、補作・吉田弘、作曲・上原賢六。
「市民のうた」との用途の使い分けについては特に明示されていない。